# Colonie de Chabag
1822–1940
La colonie de Chabag est une colonie fondée en 1822 sur les rives de la Mer Noire par des Suisses originaires du canton de Vaud. Le tsar Alexandre Ier de Russie encourage à cette époque la colonisation de la région. La colonie va exister pendant plus d’un siècle, au bord du liman du Dniestr (lagune à l’embouchure du fleuve), près d’Akkermann/Cetatea Alba (de nos jours Bilhorod-Dnistrovskyï à environ cinquante kilomètres au sud-ouest d’Odessa). Les colons vaudois, principalement des vignerons, y établirent une tradition viticole.

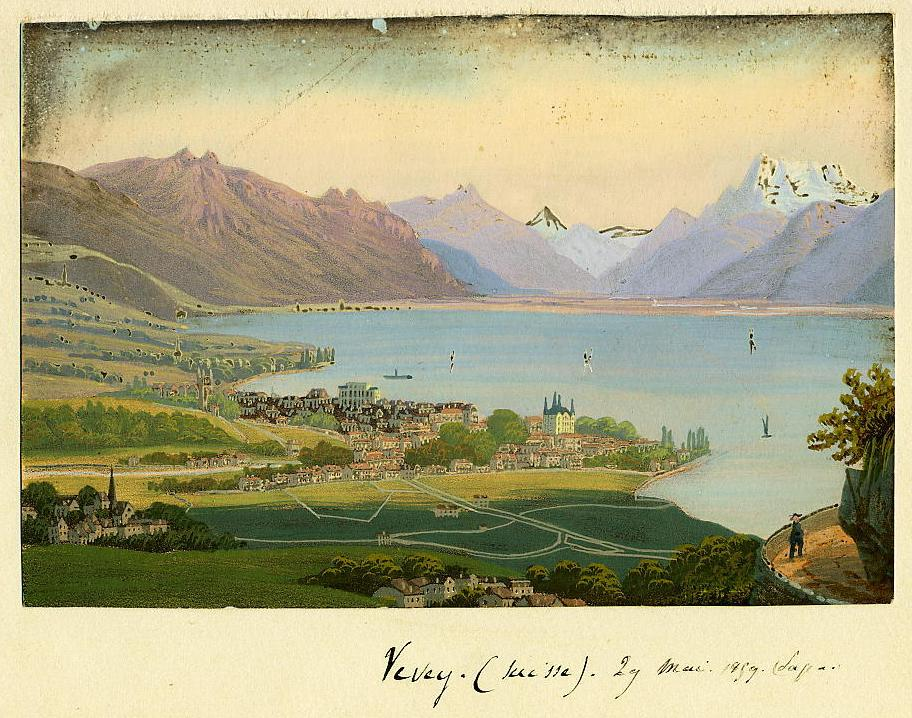
Vevey, au XIX, d'où partirent les colons

## Contexte

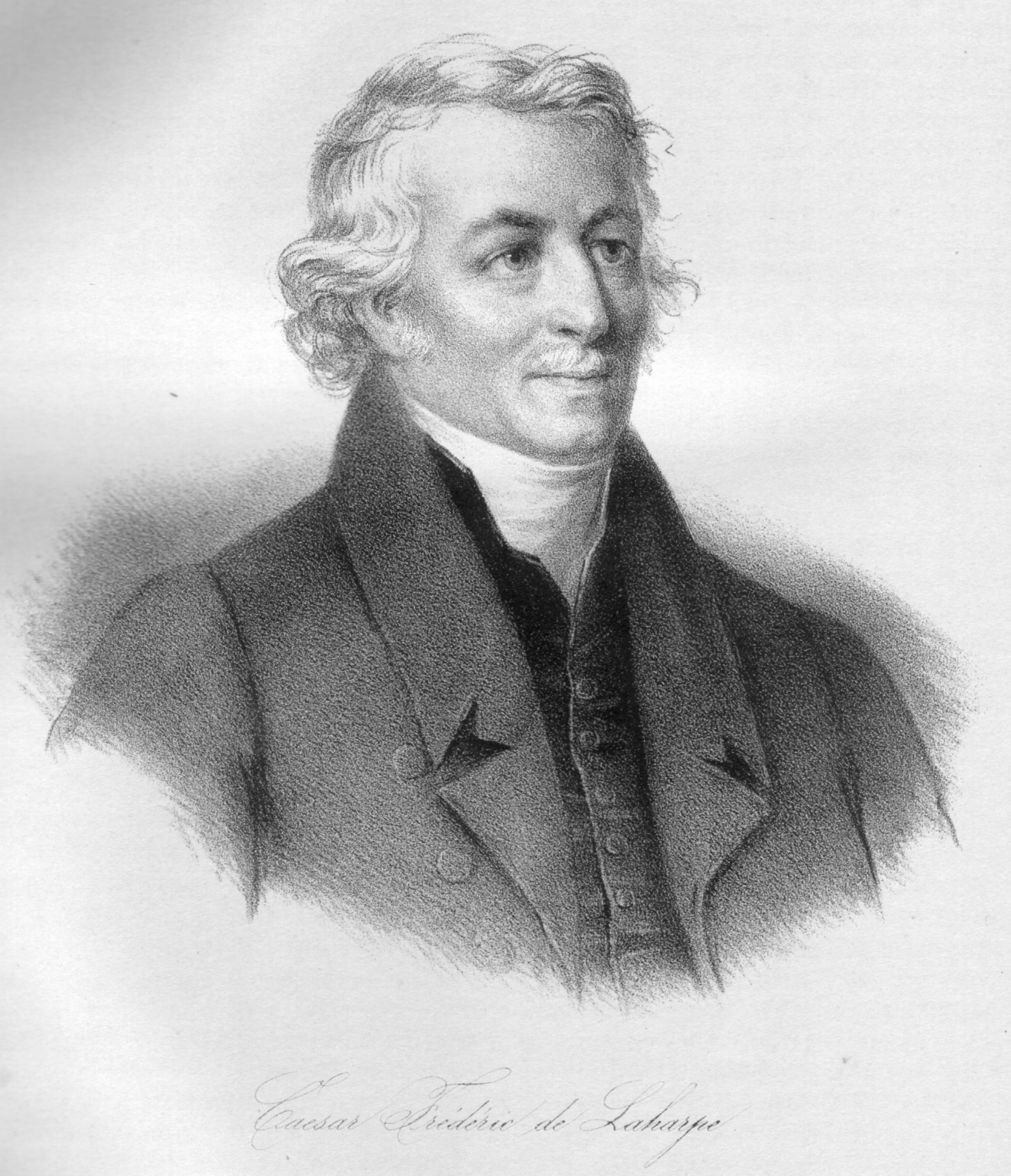
Frédéric-César de La Harpe

À partir de 1813, les armées autrichiennes, prussiennes et russes, à la poursuite des armées françaises, traversent à plusieurs reprises la Suisse en se nourrissant sur les ressources du pays, ce qui entraîne la famine et une grande pauvreté dans la population.
La Bessarabie est une région moldave de l’Empire russe où se situe Chabag (de nos jours Chabo), contraction de Acha-abag, qui signifie en turc « les jardins (ou les vignes) d'en-bas ». Elle vient d’être organisée en gouvernement impérial par le Tsar Alexandre Ier qui en a fait chasser les minorités turques et tatares, et souhaite y implanter des fermiers européens. Le souverain a eu comme précepteur un Vaudois, Frédéric-César de la Harpe qui, soucieux de la misère qui règne en Suisse, entreprend des démarches auprès de son impérial ancien élève, pour qu’il autorise la fondation d’une colonie suisse dans cette nouvelle province de la Russie. Il fait ensuite appel à ses compatriotes vaudois pour qu’ils s’organisent en vue de la création d’une colonie en Bessarabie, où le gouvernement russe leur concède des terres que les Turcs ont dû abandonner lorsque la Russie s’est agrandie de ce territoire.
En août 1820, les futurs émigrants se réunissent, votent un crédit de huit cents francs et décident d’envoyer un délégué dans la région. Ils élisent Louis-Vincent Tardent qui part en fin d’année pour la Bessarabie. Visiblement conquis par les lieux, Tardent constate que les ouvriers agricoles moldaves (et chrétiens) du lieu ont continué à entretenir les vignobles précédemment exploités par les Turcs, et qui appartiennent à présent au Tsar, mais qu’ils ne savent pas à qui remettre la récolte, ni quoi en faire (raisins secs, comme les Turcs ? vin, comme ils l’auraient préféré ?). Début 1821, Tardent écrit alors à ses commanditaires, les invitant à le rejoindre au plus vite pour commencer les travaux de la vigne et assurer la plantation de cultures vivrières pour la future colonie.
Cependant, par précaution, les candidats à l’émigration décident d’obtenir au préalable, du gouvernement russe, une copie de l’ukase qui leur concède une partie du vignoble. En avril 1822, Louis-Vincent Tardent est de retour et assiste à l’assemblée des futurs colons pour y rendre compte de ses observations sur le terrain. La décision est alors prise de partir pour la Russie ; en juillet 1822, 30 personnes, dont la plus jeune n’a que 18 mois, partent de Vevey. Le fait que Louis-Vincent Tardent ait été cofondateur, avec le médecin français Charles Chambonot, ancien de l’armée napoléonienne, d’une loge maçonnique nommée Ovide à Chișinău en 1821, a peut-être facilité ces démarches, ,.

## Description du territoire de la colonie
Le territoire de la future colonie est situé sur la rive droite du liman du Dniestr, à cinq verstes (environ 5 kilomètres) d’Akkermann/Cetatea Alba et douze de la mer Noire. Le terrain sablonneux se prête bien à la viticulture. Le gouvernement met à la disposition des colons des vignes déjà prêtes, bien que peu entretenues. Les colons peuvent compter sur le produit de ces vignes et disposent d’un immense terrain pour en créer de nouvelles. La steppe alentour peut être réservée à la production des céréales. Les terrains sont très plats et leur altitude n’est que de quelques mètres supérieure au niveau de la mer. Les transports y sont aisés et la ville d’Odessa qui n’est distante que de 50 verstes, offre un débouché pour la production de la colonie.

## Privilèges et devoirs accordés aux colons

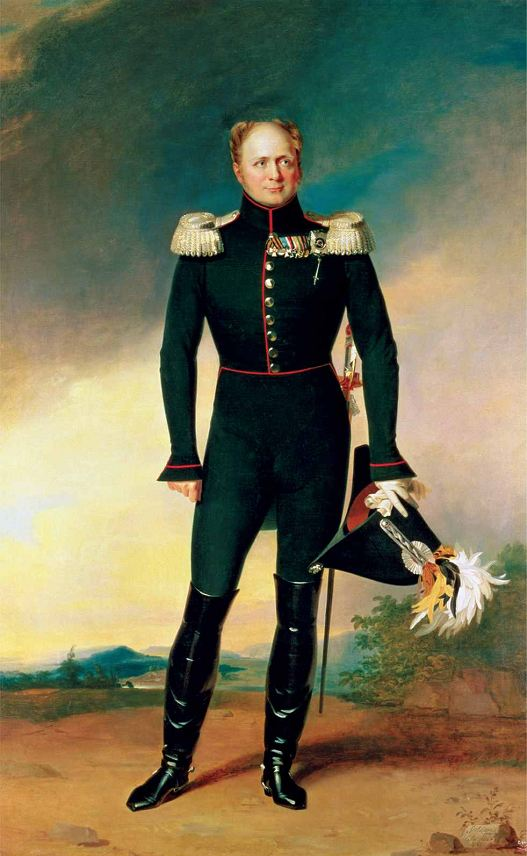
Le tsar Alexandre Ier

Selon la convention signée par le lieutenant-général Insov et le plénipotentiaire impérial pour la Russie méridionale Vorontsov, les colons se voient accorder les privilèges suivants:

« (…)
1. Liberté de professer la religion à laquelle ils appartiennent.
2. Exemption d’impôt et de toute redevance pendant 10 ans.
3. Après ces dix ans, les colons payent une rente à la couronne pendant les dix années suivantes, de 15 à 20 kopeks par année pour chaque déciatine de terre. Ce dernier terme expiré, cet impôt sera au niveau des autres sujets de la couronne du même lieu. Ils sont seulement exemptés de fournir des logements militaires, sauf en cas de passage de troupes. Pour ce qui concerne les autres redevances attachées au territoire, les colons sont obligés de les supporter comme les sujets parmi lesquels ils se trouvent établis, du moment que les dix premières années de leur domicile seront échues.
4. Les colons sont dispensés du service militaire et civil. Libre à eux de s’y faire inscrire, quoique cela ne les affranchisse pas des dettes qu’ils auraient contractées envers la couronne.
5. La restitution des subsides avancés par la couronne aux colons, se fait après les dix premières années, et se répartit sur les dix suivantes.
6. Chaque colon reçoit gratuitement une portion de 60 dessiatines pour sa famille.
7. Il leur est permis de vendre leurs biens de quelque nature qu’ils soient, sans payer la douane. En outre, chaque famille a le droit d’importer une fois pour toutes des marchandises à vendre, pour la valeur de 300 roubles ; mais ces marchandises doivent lui appartenir en propre.
8. Si un colon veut quitter la Russie, il est libre de le faire quand il lui semblera bon, pourvu qu’il paye, outre ses dettes, le total de trois années d’impôt.
9. Il leur est permis d’établir des fabriques et métiers, de faire le négoce, d’entrer dans la classe des marchands ou dans le corps des ouvriers et de vendre leurs produits dans tous les lieux de l’empire.
10. Si quelqu’un des colons n’obéit pas à la municipalité locale ou se livre à une conduite déréglée, il sera, après payement de ses dettes, conduit au-delà de la frontière. »

En contrepartie les colons prêtent le serment suivant :

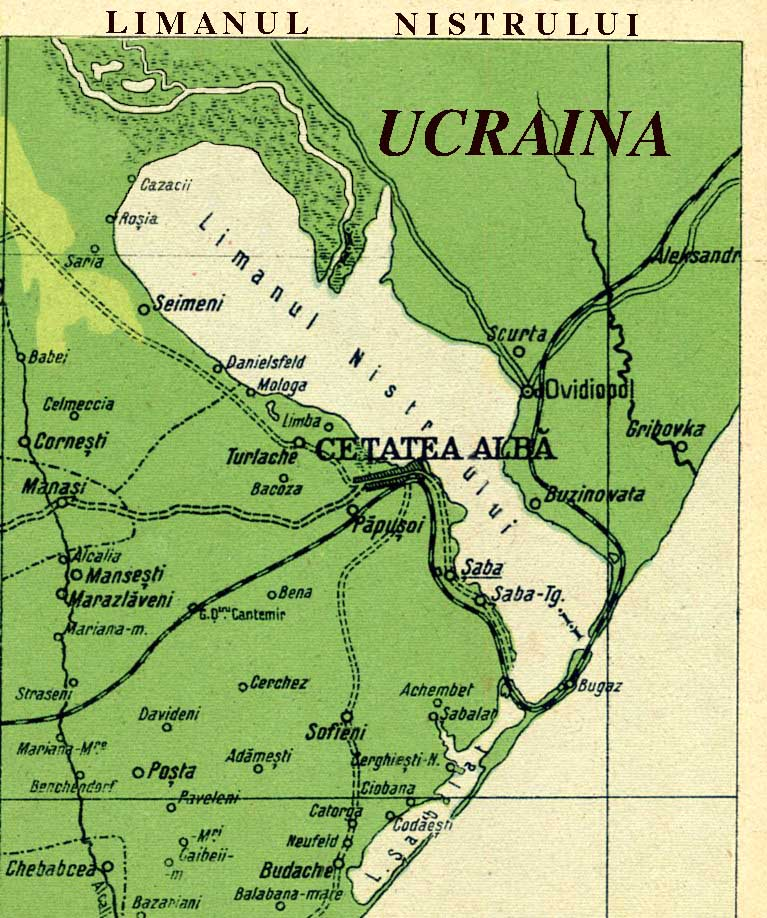
Carte de 1927 du liman du Dniestr : on voit Chabag ("Saba") au sud-est de Cetatea Alba

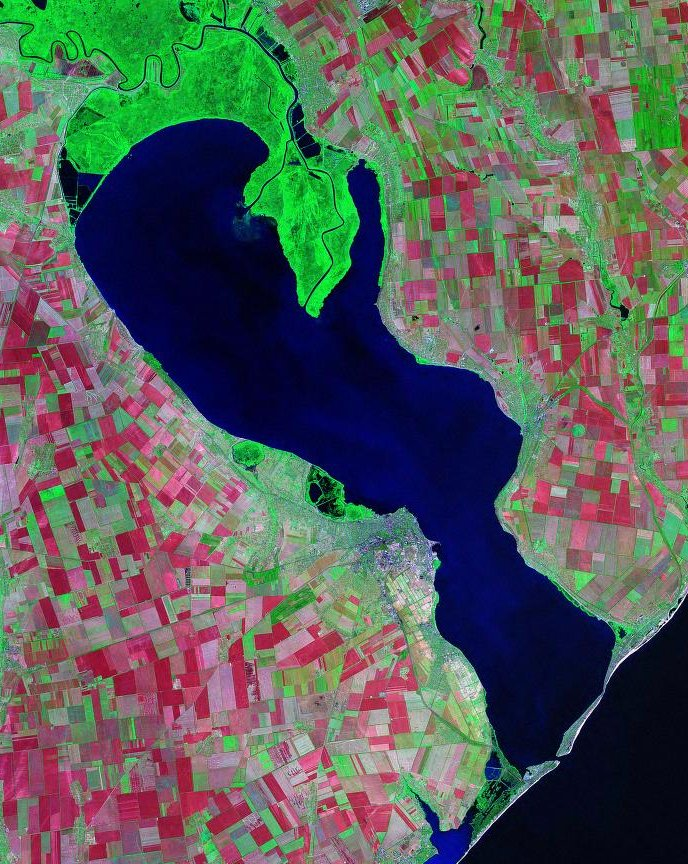
Vue satellite du liman du Dniestr

« Nous jurons d’être fidèles à Sa Majesté l’empereur, autocrate de toutes les Russies, ainsi qu’à la communauté d’Achabag dont nous sommes membres, d’en procurer l’avantage et profit, d’en supporter toutes les charges, lorsque nous serons requis, et d’être fidèles dans toutes gestions qui pourraient nous être confiées dans cette communauté. »

## Histoire de la colonie
En juillet 1822, le convoi composé de deux familles comptant treize et six enfants ainsi que de six célibataires part de Vevey pour un périple de quelque 2 500 kilomètres à travers l'Europe. Ils arrivent à ce que l'on nomme encore Achabag, de son nom en turc qui signifie « jardin d'en bas », le 29 octobre 1822. Les colons délimitent leurs terres et la police russe d’Akkerman donne l'ordre aux moldaves qui habitaient le territoire de la colonie de partir. En 1823, les récoltes sont médiocres et de nouveaux colons, trois célibataires et deux familles dont six enfants, arrivent de Suisse. À cause de cette mauvaise récolte, les colons sont contraints d'emprunter 1 400 roubles qu'ils garantissent par un assignat, en 1824. Cette année-là, il n'arrive qu'un seul nouveau colon et les vendanges sont bonnes.
De nouveaux groupes, familles et célibataires arrivent de Suisse et jusqu'en 1829 la colonie se développe. C'est alors que frappe la peste, sans doute ramenée par les armées russes après la Guerre russo-turque. Dans toute la région, la mortalité est énorme, Chabag n'y fait pas exception. De nouvelles familles arrivent cependant en 1830 et prennent la relève des morts pour les travaux de la vigne et des champs. On trouve parmi eux des tuteurs pour les orphelins laissés par la peste. Jusqu'en 1843, ce sont des colons venus majoritairement de Suisse alémanique qui arrivent à Chabag. Parmi eux, cependant, un Vaudois évangéliste, François-Louis Bugnion (1822 - 1880), qui va devenir le premier pasteur de la colonie. Il parvient à convaincre les colons de bâtir et d'entretenir une école, une bibliothèque et une église. La prospérité de la colonie s'en trouve singulièrement accrue jusqu'en 1871 lorsqu'une loi sur les colonies agraires abrogea les privilèges qui leur avaient été accordés par le tsar. De nombreux colons quittent alors Chabag. Les autres continuent leurs travaux à la vigne et soignent leur vins. Après la Révolution russe, la Bessarabie se constitue en République démocratique moldave puis proclame son union au Royaume de Roumanie, reconnue par le traité de Versailles, en 1919 : Chabag devient donc une commune roumaine. Mais la Roumanie étant déjà un pays grand producteur de vin, le prix de cette boisson s'effondre à Chabag et les habitants doivent diversifier leurs activités. Lors des famines soviétiques (et notamment pendant le holodomor dans l'Ukraine soviétique voisine), l'hiver, sur le liman gelé, les habitants d'Ovidiopol encadrés par les gardes-frontières soviétiques viennent plusieurs fois à Chabag piller caves et greniers.

### Seconde Guerre mondiale et exode
Allié avec Staline par le Pacte germano-soviétique de 1939, Hitler lui promet, aux dépens de la Roumanie, la Bessarabie. En été 1940, après l'effondrement de la France qui, le 13 avril 1939, avait garanti les frontières roumaines, l'URSS intime à la Roumanie un ultimatum de 48 heures pour lui céder la Bessarabie. Le 28 juin 1940, sans attendre le terme de l'ultimatum, les Soviétiques entrent dans Chabag. Les Soviétiques se lancent alors dans une campagne de persécutions et de déportations contre les moldaves de Bessarabie, mais aussi contre d'autres minorités comme les Russes blancs et ceux des Allemands qui n'avaient pas quitté la région en 1940. Le maire de Chabag, originaire de Suisse, est lui aussi envoyé en déportation avec d'autres habitants. Les propriétés sont collectivisées, un kolkhoze est constitué.
En Roumanie, le roi Charles Carol II de Roumanie, qui avait fermement combattu les fascistes roumains, doit abdiquer en faveur de son fils Michel Ier, l'homme fort devenant désormais le maréchal Ion Antonescu qui, à peine nommé chef de l'État, s'allie avec le Troisième Reich. Or, même pas une année plus tard, lors de l'opération Barbarossa, Antonescu engage la Roumanie aux côtés de l'Allemagne en juin 1941 pour récupérer la Bessarabie. Chabag redevenue roumaine, le kolkhoze est dissout et les propriétés rétablies.
Mais après la défaite de Stalingrad, voyant se profiler un retour de la domination soviétique, les survivants de Chabag préfèrent fuir la colonie et rentrer en Suisse. Confrontés à cette demande, les diplomates helvétiques découragent ces personnes, leur recommandant de rester en Roumanie. Les colons d'origine allemande ou suisse alémanique s'adressent alors au Troisième Reich qui accepte de les considérer comme Volksdeutsche et les « rapatrie » dans ses territoires « à germaniser » comme le Wartheland ; quelques-uns aboutissent en Styrie. D'autres, d'origine romande, parviennent en Suisse où ils sont dispersés jusqu'en 1943 dans des camps d'internement, puis regroupés et renvoyés à Chabag où constatant la dévastation des lieux, ils demandent une aide financière à la Suisse. Les autorités suisses en concluent que cette population a « développé un mauvais esprit » et refusent. Après la retraite des armées allemande et roumaine, l'Armée rouge récupère la Bessarabie en août 1944. À Chabag, seules quelques familles d'ouvriers agricoles d'origine russe ou ukrainienne sont épargnées par les déportations, et restent dans ce que l'on nomme désormais le Soviet rural de Chabo, où elles perpétuent la tradition viticole jusqu'à nos jours au milieu des habitants venus peupler le village depuis lors, eux aussi ukrainiens ou russes. Quant aux colons suisses encore sur place en août 1944 lors de l'arrivée de l'Armée rouge (et, dans son sillage, du NKVD), on ignore leur sort d'autant que le cimetière de Chabag a été détruit et arasé par les soviétiques. Une stèle mémorielle a été érigée sur le site en 2012.

## Dans la littérature
L'histoire de la colonie a inspiré à Annick Genton, son roman, paru en 2008, Les vignerons de la Mer Noire dans lequel elle raconte le périple de ces familles vaudoises sur les deux mille cinq cents kilomètres qui les séparaient de leur « Eldorado ».